# アポクロマート

アポクロマートのモデル

アポクロマート（Apochromat）とは、本来「3色に対して軸上色収差を補正し、そのうち2色についてアプラナートになっている望遠鏡対物レンズ」のことである。
カール・ツァイスのエルンスト・アッベが命名したが、その後光学ガラスの発達により不明瞭となり、一時は「3種類のガラスを使い色収差補正をアクロマートより向上したレンズ」という意味となりまた写真レンズや望遠鏡でも使用されるようになった。その後異常分散レンズや蛍石レンズの発達により2枚構成の対物レンズでも本来の「アポクロマート」の意味以上の補正状態を実現できるようになった。また1989年頃には4色以上に軸上色収差補正をした製品も現れており、4色補正したものをスーパーアクロマート、5色補正したものをハイパーアクロマートと呼ぶ人もいる。